# Kabellose Übertragungsverfahren
Kabellose Übertragungsverfahren sind Datenübertragungsverfahren, die den freien Raum (Luft bzw. Vakuum) als Übertragungsmedium nutzen.
Für die Übertragung wird kein Kabel in Form eines elektrischen Leiters (Draht) oder Lichtwellenleiters benötigt – vor allem die Verfahren im Radiofrequenzbereich werden daher auch als drahtlose Übertragungsverfahren bezeichnet.
Die Übertragung erfolgt durch gerichtete oder ungerichtete elektromagnetische Wellen, wobei der Bereich des genutzten Frequenzbands je nach Anwendung und verwendeter Technik von wenigen Hertz (Niederfrequenz) bis hin zu mehreren hundert Terahertz (sichtbares Licht) variieren kann.
Eingesetzt werden kabellose Übertragungsverfahren vor allem in Anwendungsbereichen, in denen kabelgebundene Übertragungstechniken nicht einsetzbar oder zu teuer sind, beispielsweise Satellitenkommunikation oder Richtfunk. Weitere Anwendungen sind in der Unterhaltungselektronik wie auch im industriellen Bereich zu finden.
Bekannte Beispiele sind Bluetooth, WLAN, ZigBee, NFC, Wibree oder WiMAX im Radiofrequenzbereich sowie IrDA, optischer Richtfunk (FSO) und LiFi im infraroten bzw. optischen Frequenzbereich.